# Їжача голівка
Їжача голівка (Sparganium) — рід трав'янистих рослин родини рогозові (Typhaceae). грец. σπάργανον — «стрічка». Назва роду Sparganium була опублікована Лінеєм у Species Plantarum (1753), з двома видами: S. erectum, S. natans.

## Опис
Рослини кореневищні, багаторічні, трав'янисті, водні та болотні, завдовжки до 3,5 м. Листя довге ременеподібне, повністю занурене або плавуче. Деякі види виробляють частково зведене листя, коли знаходяться на мілині. Суцвіття знаходиться на поверхні води. Квіти у сферичних головах, які несуть чоловічої або жіночої статі квіти.

## Поширення
Рослини поширені у вологих районах помірних, арктичних чи гірських областей Євразії, Північній Америці, Північній Африці. Рослина неглибоких боліт, ставків і струмків. Рослини забезпечують харчування і покриття для диких тварин і водоплавних птахів. Види використовують як декоративні рослини, особливо для садових ставків.
В Україні зростають Sparganium angustifolium, Sparganium emersum, Sparganium erectum, Sparganium natans.

## Галерея

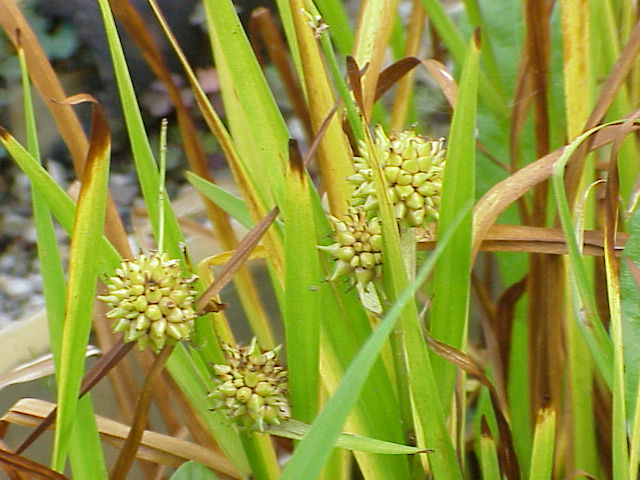
Sparganium erectum
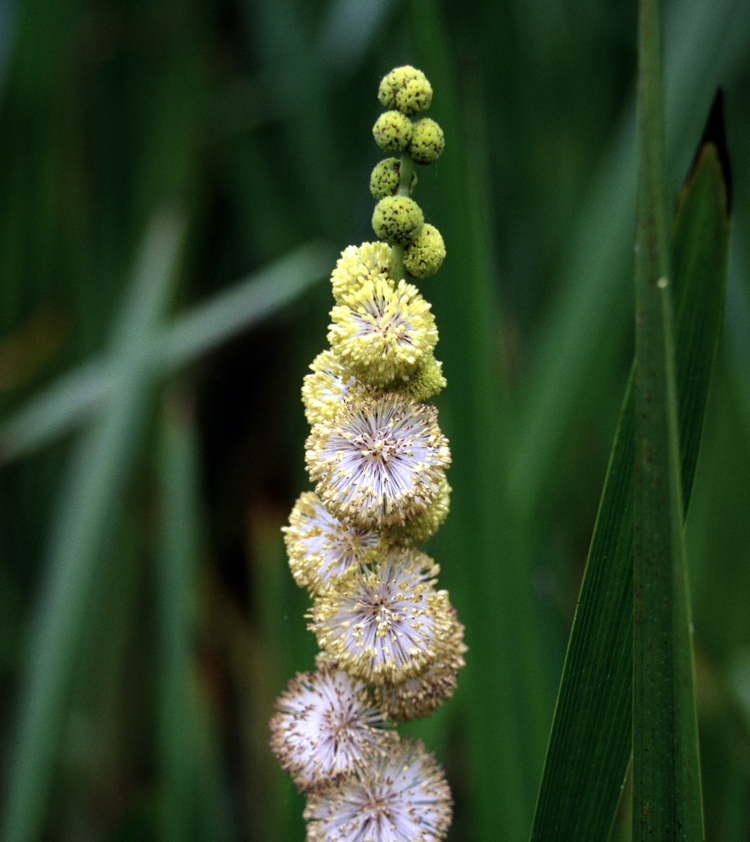
Sparganium eurycarpum(інші мови)
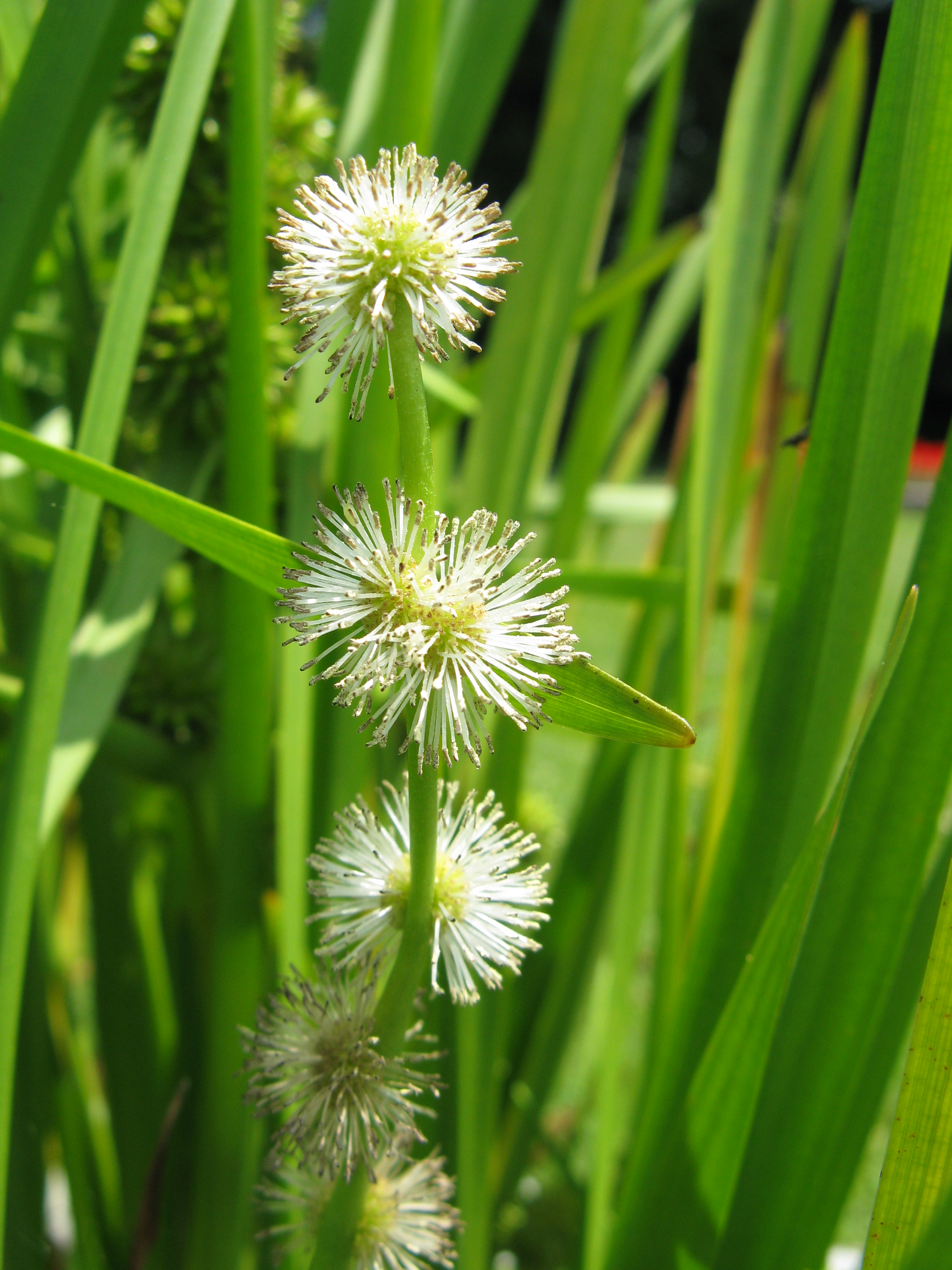
Sparganium japonicum(інші мови)